# Antoine Gillet
Antoine Gillet, född den 22 mars 1988, är en belgisk friidrottare som tävlar i kortdistanslöpning.
Gillet deltog vid inomhus-VM 2010 i Doha. Han ingick i det belgiska stafettlaget på 4 x 400 meter som blev silvermedaljörer efter USA. Förutom Gillet ingick Cédric Van Branteghem, Kévin Borlée och Jonathan Borlée i laget.

## Personliga rekord
- 400 meter - 46,13 från 2009